# Fajã da Rocha ou da Coqueira
Na costa Sul da ilha de São Jorge encontra-se a Fajã da Coqueira, entre a Fajã do Labaçal e a Fajã do Cruzal.
Pertence ao Concelho da Calheta e à freguesia de Santo Antão.
Antigamente havia ali uma pequena casa para arrumação das alfaias agrícolas e uma adega.
A Coqueira tinha várias fontes chamadas "as Fontes da Coqueira", que permitiam o cultivo de bons pés de inhame. Também se cultivava vinha e batata branca. As árvores de fruto ali existentes eram na sua maioria a figueira e a laranjeira.
Com o terramoto de 1980, tudo isto desapareceu devido ao desmoronamento das rochas sobranceiras à Coqueira.
Mesmo ao lado desta fajã passa a Ribeira das Lexívias que ali faz o seu último salto a caminho do mar, talvez o maior da costa Sul.
Depois do terramoto de 1980, a terra naquela zona ficou aluída e fraca.
Estava um homem a lavrar as suas terras com uma junta de bois, por cima da fajã da Coqueira, quando se desprendeu uma porção de terra e os bois caíram pela rocha, indo morrer no calhau. O homem ficou na outra parcela de terra, mas se tentasse segurar os bois, teria caído com eles.
Esta é uma história que elucida o que é viver perto ou mesmo à beira da rocha.